# فهرست دانشمندان مسلمان
فهرست حاضر، شامل دانشمندانی است که در آثار، افکار و سخنانشان، به مسلمان بودن خود اذعان داشته‌اند.

## دانشمندان
1. ابن بطوطه، جغرافی دان مراکشی.
2. ابن خردادبه، جغرافی‌دان، تاریخ‌نویس و موسیقی‌شناس ایرانی و نویسنده کتاب المسالک و الممالک.
3. ابن خلدون، تاریخ‌نگار، جامعه‌شناس، مردم‌شناس و سیاست‌مدار عرب. وی را از پیشگامان تاریخ‌نگاری به شیوهٔ علمی و از پیشگامان علم جامعه‌شناسی می‌دانند.
4. ابن رشد، فیلسوف نامدار عربی.
5. ابن سینا، پزشک و شاعر و از مشهورترین و تأثیرگذارترین فیلسوفان و دانشمندان ایران که به ویژه به دلیل آثارش در زمینه فلسفه ارسطویی و پزشکی اهمیت دارد.
6. ابن طاهر بغدادی، قیه، ریاضی‌دان و ادیب.
7. ابن طفیل، همه‌چیزدان، رمان‌نویس، فیلسوف، پزشک، اخترشناس و وزیر عرب اهل اندلس.
8. ابن هیثم، فیزیک‌دان عرب اهل بصره. او اولین دانشمند فیزیک نور در جهان است که در زمینه شناخت نور و قانون‌های شکست و بازتاب آن نقش مهمی ایفا کرده‌است. وی همچنین نخستین دانشمند فیزیک نور در جهان، مخترع ذره‌بین، نخستین اندازه گیرنده سرعت صوت، سرعت نور و محیط کره زمین با استفاده از واحد اندازه‌گیری «ذرع»، نخستین محقق ویژگی‌های نور، ریاضی‌دان و دانشمند حساب، هندسه، مثلثات، جبر بوده‌است.
9. ابن یونس، از مشهورترین اخترشناسان و ریاضی‌دانان مسلمان مصری بود که کارهایش در زمان خود به دلیل سر آمد بودن مورد توجه قرار گرفته‌است.
10. ابوحامد کرمانی، مورخ، پزشک، نویسنده، شاعر و فیلسوف نامدار و برجستهٔ کرمان در قرن ششم و هفتم هجری بود.
11. ابوریحان بیرونی، دانشمند همه‌چیزدان و ریاضی‌دان، ستاره‌شناس، تقویم‌شناس، انسان‌شناس، هندشناس، تاریخ‌نگارِ برجستهٔ خوارزمی ایرانی.
12. ابوالعباس نیریزی، ریاضی‌دان و اخترشناس ایرانی است که در پایان سدهٔ سوم و آغار سدهٔ چهارم هجری می‌زیسته است.
13. ابوسعید سجزی، ستاره‌شناس و ریاضی‌دان بزرگ و مشهور ایرانی قرن چهارم هجری.
14. ابوعبدالله محمد بن عیسی ماهانی، ریاضیدان، مهندس، منجم و نویسنده ایرانی قرن سوم هجری قمری.
15. ابوعبیدالله عبدالواحد بن محمد جوزجانی، پزشک ایرانی
16. ابو منصور موفق هروی، داروشناس ایرانی در سده چهارم قمری. او نویسندهٔ کهن‌ترین کتاب فارسی موجود در داروشناسی است.
17. ابومعشر بلخی، ستاره‌شناس نامی ایرانی.
18. احمد بن طیب سرخسی، اریخ‌نگار، سیاست‌دان، زبان‌شناس و فیلسوف ایرانی.
19. بدیع‌الزمان جزری، همه چیزدان و مخترع  کُرد مسلمان اهل جزیره ترکیه.
20. جابر بن حیان، دانشمند و کیمیاگر و فیلسوف ایرانی
21. خازنی، اخترشناس مسلمان یونانی تبار
22. خواجه نصیرالدین طوسی، فیلسوف، متکلم، فقیه، ستاره‌شناس، دانشمند، اندیشمند، ریاضیدان و منجم ایرانی.
23. خوارزمی، ریاضیدان، ستاره‌شناس، فیلسوف، جغرافیدان و مورخ شهیر ایرانی.
24. شیخ بهایی (بهاءالدین عاملی)، حکیم، فقیه، عارف، منجم، ریاضیدان، شاعر، ادیب و مورخ.
25. زرین دست، چشم‌پزشکی ایرانی
26. کمال‌الدین فارسی، ریاضی‌دان و فیزیک‌دان برجسته ایرانی در دوران طلایی اسلام.
27. عباس بن فرناس، فیلسوف، مخترع و فیزیک‌دان و شیمی‌دان و شاعر عرب و اولین ایده پرداز ساخت هواپیما[۱].
28. علوی شیرازی، پزشک و داروشناس قرن دوازدهم هجری قمری
29. ابوحامد محمد غزالی، فیلسوف، متکلم و فقیه ایرانی و یکی از بزرگ‌ترین مردان تصوف سدهٔ پنجم هجری.
30. غیاث الدین جمشید کاشانی، ریاضی‌دان برجسته، اخترشناس و شمارشگر زبردست ایرانی.
31. فارابی، همه چیزدان ایرانی.
32. شریف ادریسی، جغرافی دان عرب.
33. محمد مقدسی، جغرافی‌دان قرن چهارم هجری
34. ابن نفیس، پزشک اهل دمشق.
35. قطب‌الدین شیرازی، پزشک و فیلسوف ایرانی
36. محمد عوفی، تاریخ‌نگار، زندگی‌نامه نویس، مترجم و ادیب ایرانی
37. یعقوبی (ابن واضح)، مورخ و جغرافی‌دان شیعی.
38. ابوحنیفه دینوری، گیاه‌شناس کرد ایرانی.
39. ابن رسته، کاشف ایرانی.
40. ابوزید بلخی، جغرافی‌دان و ریاضی‌دان
41. محمدبن حصار، ریاضی‌دان قرن دوازده میلادی اهل مراکش
42. فاطمة محمد الفهری، بنیانگذار اولین مؤسسه آکادمیک مدرن که مدرک تحصیلات عالیه ارائه می‌داد
43. ابن ماجد، دریانورد قرن پانزدهم میلادی منطقهٔ خلیج فارس و اقیانوس هند
44. زکریای قزوینی، جغرافی‌دان، دانشمند، تاریخ‌نویس و فیلسوف ایرانی‌تبار
45. ابوالقاسم زهراوی، پزشک و جراح اندلسی.
46. ابن حزم، فقیه، محدث، فیلسوف، عالم ادیان و مذاهب، ادیب و شاعر و یکی از درخشان‌ترین چهره‌های فرهنگ اسلامی اهل اندلس